# Brug 695
Brug 695 is een vaste brug op de grens van Amsterdam-Zuid en Amsterdam Nieuw-West.
Ze is gelegen in het (noordelijke) verlengde van de Woestduinstraat en ligt over de Westlandgracht. Het gehele gebied hier kwam al voor op de ontwerptekening Cornelis van Eesteren, maar een brug was toen hier niet ingepland.
Aan de noordzijde van de Westlandgracht was het zuidelijkste gedeelte van het Rembrandtpark voorzien. Dit gedeelte ten zuiden van de Cornelis Lelylaan werd midden jaren zestig opgeofferd voor de bouw van het Andreas Ziekenhuis. Dat ziekenhuis kreeg drie toevoerwegen, een vanaf de Cornelis Lelylaan, een vanaf de Nachtwachtlaan en een vanaf de Woestduinstraat / Theophile de Bockstraat.
Gelijktijdig met het ziekenhuis werd er een brug over de Westlandgracht gelegd, want al vanaf de ingebruikname in 1969 (de officiële opening was pas in 1970) was het adres Theophile de Bockstraat 8, het ziekenhuis moest dus vanaf die kant bereikbaar zijn.
Het werd een brug naar een ontwerp van de Dienst der Publieke Werken, de specifieke architect is vooralsnog onbekend (de dienst werkte als collectief). Deze kwam met een betonnen overspanning op twee betonnen jukken, met daarop twee metalen balustraden. De brug diende niet alleen voor het bereiken van het ziekenhuis, maar was ook de zuidelijke toegang van het Rembrandtpark en maakt deel uit van het Hoofdnet Fiets Amsterdam.
De brug werd opgeleverd in de voor die tijd geldende standaardmaat (circa 18 meter breed). Er ging verkeer in twee richtingen overheen met waarschijnlijk aparte stroken voor voetgangers en fietsers. Bovendien moesten er soms ambulances overheen naar en van het ziekenhuis. Het ziekenhuis verloor in de eerste jaren van de 21e eeuw veel van haar activiteiten, ze ging op in het Sint Lucas Andreas Ziekenhuis, waarnaar alle activiteiten verplaatst werden. Zodoende kon de brug in 2003/2004 aangepast worden aan de nieuwe situatie. Vanaf die tijd is zij alleen nog toegankelijk voor voetgangers en fietsers, waarvan de voetgangers een ruim trottoir bedeeld kregen.

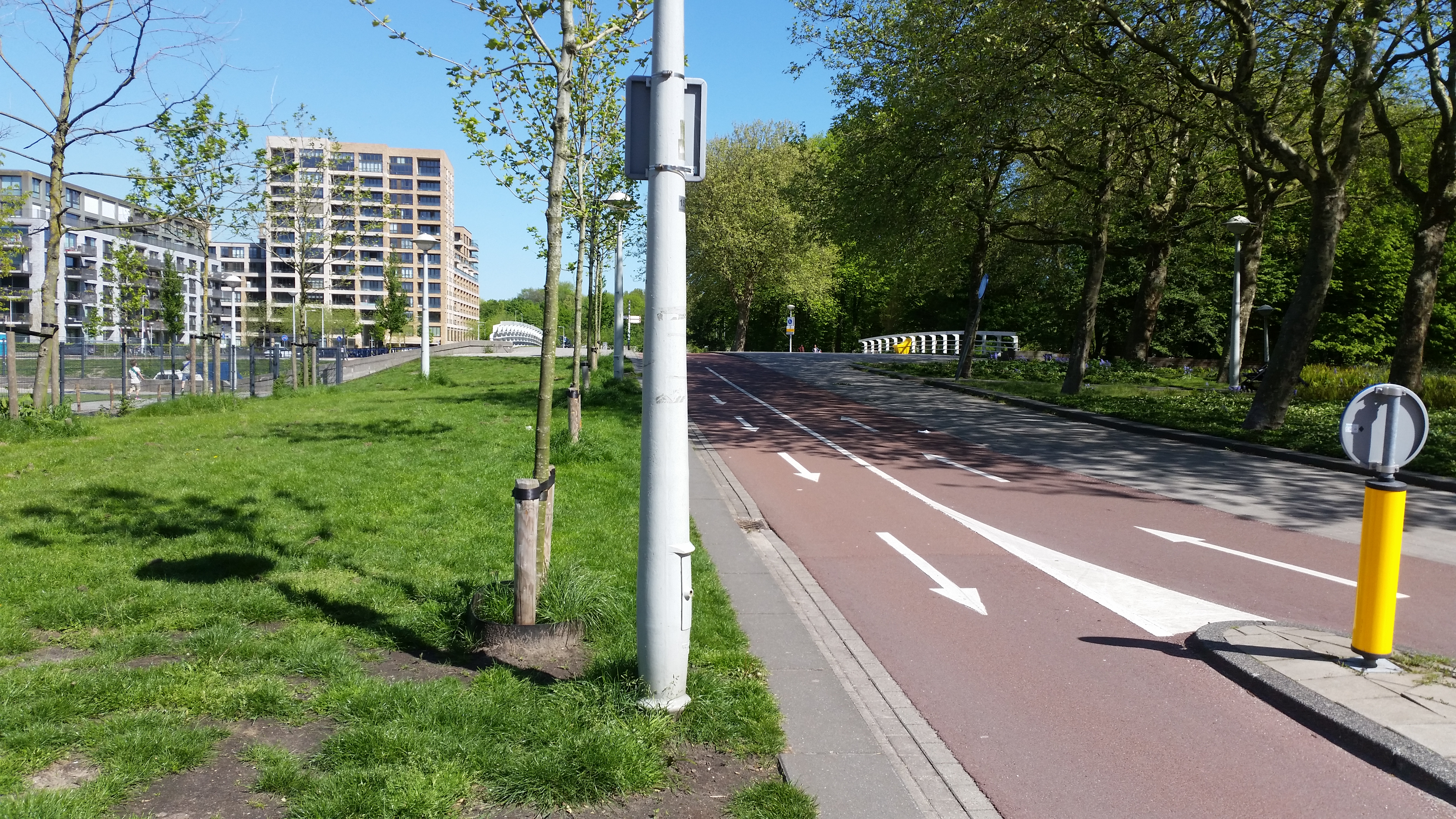
De breedte van de brug 695 (mei 2018)

<<< · 600 · 601 · 602 · 603 · 604 · 605 · 606 · 607 · 608 · 609 · 610 · 611 · 612 · 613 · 614 · 615 · 616 · 617 · 618 · 619 · 620 · 621 · 622 · 623 · 624 · 626 · 627 · 628 · 629 · 630 · 631 · 632 · 633 · 634 · 635 · 636 · 637 · 638 · 639 · 643 · 651 · 652 · 653 · 655 · 656 · 657 · 658 · 659 · 660 · 661 · 662 · 663 · 664 · 665 · 666 · 667 · 668 · 669 · 670 · 671 · 673 · 674 · 675 · 676 · 677 · 678 · 679 · 681 · 682 · 683 · 684 · 685 · 687 · 688 · 689 · 690 · 691 · 692 · 695 · 696 · 699 · >>>
Verdwenen brugnummers: 625 (afgebroken brug Sam van Houtenstraat), 640, 644, 645, 646, 647, 648, 650, 672 (duiker Cornelis Lelylaan, Rembrandtpark), 694, 698.
Nooit gebouwd: 649, 680 (nooit gebouwde brug Sloterplas).
Brugnummers 641, 642, 654, 686, 693, 694 en 697 zijn onbekend.